# Cayratia novemfolia
Cayratia novemfolia är en vinväxtart som beskrevs av Herb. Kew. och Isaac Henry Burkill. Cayratia novemfolia ingår i släktet Cayratia och familjen vinväxter. Inga underarter finns listade i Catalogue of Life.